# Boninita
Les boninites són un grup de roques volcàniques màfiques riques en magnesi que corresponen a andesites primitives. Es considera que provenen de la fusió parcial del mantell terrestre metasomatitzat.
Les boninites agafen el nom de l'arc insular de les Bonin, un grup d'illes al sud del Japó. Constitueixen una part minoritària d'alguns arcs d'illes i ofiolites.
Les roques plutòniques de l'Arqueà semblants a les boninites trobades en cratons s'anomenen sanukitoids.

## Exemples
| Nom                      | Lloc              | Edat     | Comentaris                                              |
| ------------------------ | ----------------- | -------- | ------------------------------------------------------- |
| Illes Bonin              | Oceà Pacífic      | Eocè     | Majoritàriament bretxes volcàniques i pillow lava       |
| Cap Vogel                | Papua Nova Guinea | Paleocè  |                                                         |
| Muntanyes Troodos        | Xipre             | Cretaci  | Pillow laves de la part superior d'un complex ofiolític |
| Guam                     | Oceà Pacífic      | Paleògen | Eocè superior Oligocè inferior                          |
| Setouchi                 | Japó              | Miocè    | sanukitoides, 13 Ma d'antiguitat                        |
| Baixa Califòrnia         | Mèxic             | Miocè    | 14-12 Ma                                                |
| Nova Caledònia           | Oceà Pacífic      | Mesozoic | Permià-Triàsic i Cretaci                                |
| Fossa de les Marianes    | Oceà Pacífic      | Eocè     |                                                         |
| Al NE de la Conca de Lau | Oceà Pacífic      | Actual   | Erupció a l'any 2009                                    |